# Water Valley, Kentucky
Water Valley är en ort i Graves County i delstaten Kentucky, USA.